# Championnats du monde de triathlon 2000
Les Championnats du monde de triathlon 2000 présentent les résultats des championnats mondiaux de Triathlon en 2000 organisés par la fédération internationale de triathlon.
Ces 12e championnats se sont déroulés à Perth en Australie le 12 septembre 2000.

## Résultats

### Élite

#### Hommes
| Rang   | Athlète             | Nationalité      | Natation    | T1   | Vélo            | T2         | Course à pied | Temps           |
| ------ | ------------------- | ---------------- | ----------- | ---- | --------------- | ---------- | ------------- | --------------- |
| Or     | Olivier Marceau     | France           | 18 min 02 s | 43 s | 1 h 00 min 18 s | 46 s       | 31 min 43 s   | 1 h 51 min 39 s |
| Argent | Peter Robertson     | Australie        | 18 min 49 s | 57 s | 1 h 00 min 28 s | 34 s       | 31 min 01 s   | 1 h 51 min 53 s |
| Bronze | Craig Walton        | Australie        | 17 min 57 s | 43 s | 1 h 00 min 23 s | 34 s       | 32 min 15 s   | 1 h 51 min 58 s |
| 4      | Carl Blasco         | France           | 18 min 11 s | 48 s | 1 h 01 min 16 s | 39 s       | 31 min 06 s   | 1 h 52 min 06 s |
| 5      | Hamish Carter       | Nouvelle-Zélande | 17 min 57 s | 46 s | 1 h 00 min 21 s | 37 s       | 32 min 25 s   | 1 h 52 min 13 s |
| 6      | Eric Van der Linden | Pays-Bas         | 18 min 28 s | 41 s | 1 h 01 min 09 s | 39 s       | 31 min 12 s   | 1 h 52 min 15 s |
| 7      | Hunter Kemper       | États-Unis       | 18 min 40 s | 48 s | 1 h 00 min 53 s | 34 s       | 31 min 17 s   | 1 h 52 min 15 s |
| 8      | Stéphan Bignet      | France           | 18 min 00 s | 46 s | 1 h 00 min 18 s | 1 min 08 s | 31 min 57 s   | 1 h 52 min 17 s |
| 9      | Dennis Looze        | Pays-Bas         | 18 min 36 s | 48 s | 1 h 00 min 53 s | 34 s       | 31 min 29 s   | 1 h 52 min 25 s |
| 10     | Greg Bennett        | Australie        | 18 min 38 s | 43 s | 1 h 00 min 52 s | 34 s       | 31 min 35 s   | 1 h 52 min 25 s |

#### Femmes
| Rang   | Athlète           | Nationalité | Natation    | T1         | Vélo            | T2   | Course à pied | Temps           |
| ------ | ----------------- | ----------- | ----------- | ---------- | --------------- | ---- | ------------- | --------------- |
| Or     | Nicole Hackett    | Australie   | 18 min 53 s | 51 s       | 1 h 07 min 07 s | 34 s | 27 min 12 s   | 1 h 54 min 43 s |
| Argent | Carol Montgomery  | Canada      | 19 min 28 s | 1 min 03 s | 1 h 08 min 18 s | 37 s | 25 min 21 s   | 1 h 54 min 49 s |
| Bronze | Michellie Jones   | Australie   | 19 min 23 s | 41 s       | 1 h 08 min 34 s | 32 s | 26 min 11 s   | 1 h 55 min 25 s |
| 4      | Barbara Lindquist | États-Unis  | 18 min 54 s | 48 s       | 1 h 07 min 11 s | 34 s | 28 min 09 s   | 1 h 55 min 39 s |
| 5      | Anja Dittmer      | Allemagne   | 20 min 03 s | 46 s       | 1 h 07 min 49 s | 37 s | 26 min 22 s   | 1 h 55 min 46 s |
| 6      | Sheila Taormina   | États-Unis  | 18 min 52 s | 51 s       | 1 h 07 min 12 s | 39 s | 28 min 12 s   | 1 h 55 min 50 s |
| 7      | Emma Carney       | Australie   | 20 min 11 s | 48 s       | 1 h 07 min 44 s | 39 s | 26 min 31 s   | 1 h 55 min 55 s |
| 8      | Brigitte McMahon  | Suisse      | 19 min 15 s | 57 s       | 1 h 08 min 31 s | 43 s | 26 min 29 s   | 1 h 55 min 57 s |
| 9      | Akiko Hirao       | Japon       | 19 min 30 s | 51 s       | 1 h 08 min 24 s | 39 s | 26 min 33 s   | 1 h 56 min 01 s |
| 10     | Siri Lindley      | États-Unis  | 19 min 28 s | 48 s       | 1 h 08 min 26 s | 36 s | 26 min 40 s   | 1 h 56 min 01 s |

### Junior

#### Hommes
| Rang   | Athlète                | Nationalité | Natation    | T1         | Vélo            | T2   | Course à pied | Temps           |
| ------ | ---------------------- | ----------- | ----------- | ---------- | --------------- | ---- | ------------- | --------------- |
| Or     | Frédéric Belaubre      | France      | 18 min 32 s | 56 s       | 1 h 05 min 23 s | 31 s | 32 min 07 s   | 1 h 57 min 31 s |
| Argent | Leonid Ivanov          | Russie      | 18 min 42 s | 58 s       | 1 h 05 min 12 s | 34 s | 32 min 27 s   | 1 h 57 min 56 s |
| Bronze | Dmitriy Smurov         | Kazakhstan  | 18 min 42 s | 1 min 06 s | 1 h 05 min 05 s | 29 s | 33 min 03 s   | 1 h 58 min 30 s |
| 4      | David Clark            | Australie   | 18 min 42 s | 51 s       | 1 h 05 min 22 s | 26 s | 33 min 22 s   | 1 h 58 min 46 s |
| 5      | Ryan Johnson           | Australie   | 18 min 42 s | 58 s       | 1 h 05 min 06 s | 24 s | 33 min 46 s   | 1 h 59 min 02 s |
| 6      | Rene Goehler           | Allemagne   | 18 min 31 s | 58 s       | 1 h 05 min 22 s | 31 s | 33 min 55 s   | 1 h 59 min 20 s |
| 7      | Masuda Daiki           | Japon       | 18 min 40 s | 58 s       | 1 h 05 min 15 s | 37 s | 33 min 56 s   | 1 h 59 min 30 s |
| 8      | Sven Riederer          | Suisse      | 18 min 38 s | 1 min 01 s | 1 h 05 min 13 s | 27 s | 34 min 35 s   | 1 h 59 min 56 s |
| 9      | Evgeny Morozov         | Russie      | 18 min 32 s | 56 s       | 1 h 05 min 26 s | 31 s | 34 min 28 s   | 1 h 59 min 58 s |
| 10     | Santiago Alves Ascenço | Brésil      | 20 min 10 s | 1 min 01 s | 1 h 04 min 35 s | 27 s | 33 min 48 s   | 2 h 00 min 06 s |

#### Femmes
| Rang   | Athlète           | Nationalité | Natation    | T1         | Vélo            | T2   | Course à pied | Temps           |
| ------ | ----------------- | ----------- | ----------- | ---------- | --------------- | ---- | ------------- | --------------- |
| Or     | Anneliese Heard   | Royaume-Uni | 19 min 07 s | 56 s       | 1 h 11 min 59 s | 26 s | 37 min 34 s   | 2 h 10 min 05 s |
| Argent | Melanie Mitchell  | Australie   | 19 min 05 s | 58 s       | ?               | 22 s | 39 min 00 s   | 2 h 11 min 27 s |
| Bronze | Nicola Spirig     | Suisse      | 21 min 11 s | 24 s       | 1 h 14 min 04 s | 29 s | 36 min 05 s   | 2 h 12 min 18 s |
| 4      | Josie Loane       | Australie   | 19 min 05 s | 58 s       | 1 h 11 min 59 s | 24 s | 40 min 27 s   | 2 h 12 min 55 s |
| 5      | Beatrice Lanza    | Italie      | 20 min 49 s | 44 s       | 1 h 14 min 10 s | 26 s | 36 min 52 s   | 2 h 13 min 02 s |
| 6      | Marianne Braun    | Allemagne   | 20 min 40 s | 58 s       | 1 h 14 min 05 s | 29 s | 36 min 55 s   | 2 h 13 min 11 s |
| 7      | Pip Taylor        | Australie   | 19 min 05 s | 56 s       | 1 h 11 min 59 s | 22 s | 41 min 10 s   | 2 h 13 min 38 s |
| 8      | Liz Blatchford    | Royaume-Uni | 19 min 09 s | 58 s       | 1 h 11 min 55 s | 24 s | 42 min 56 s   | 2 h 15 min 26 s |
| 9      | Natasha Yaremczuk | Canada      | 21 min 18 s | 2 min 09 s | 1 h 13 min 24 s | 31 s | 38 min 29 s   | 2 h 15 min 55 s |
| 10     | Saori Omatsu      | Japon       | 21 min 13 s | 2 min 19 s | 1 h 13 min 21 s | 29 s | 38 min 29 s   | 2 h 15 min 55 s |

## Tableau des médailles
| Rang  | Nation      | Or | Argent | Bronze | Total |
| ----- | ----------- | -- | ------ | ------ | ----- |
| 1     | France      | 2  | 0      | 0      | 2     |
| 2     | Australie   | 1  | 2      | 2      | 5     |
| 3     | Royaume-Uni | 1  | 0      | 0      | 1     |
| 4     | Canada      | 0  | 1      | 0      | 1     |
| -     | Russie      | 0  | 1      | 0      | 1     |
| 6     | Suisse      | 0  | 0      | 1      | 1     |
| -     | Kazakhstan  | 0  | 0      | 1      | 1     |
| Total | Total       | 4  | 4      | 4      | 12    |